# Tongeia
Tongeia is een geslacht van vlinders van de familie van de Lycaenidae, uit de onderfamilie van de Polyommatinae. De soorten van dit geslacht komen voor in Azië.

## Soorten
- T. amplifascia Huang, 2001
- T. arata Jakovlev, 2009
- T. arcana (Leech, 1890)
- T. bella Huang, 2001
- T. bisudu Zhdanko & Jakovlev, 2001
- T. confusa Huang, 2003
- T. davidi (Poujade, 1885)
- T. dongchuanensis Huang & Chen, 2006
- T. filicaudis (Pryer, 1877)
- T. fischeri (Eversmann, 1843)
- T. hainani (Bethune-Baker, 1914)
- T. ion (Leech, 1891)
- T. kala (de Nicéville, 1890)
- T. menpae Huang, 1998
- T. potanini (Alphéraky, 1889)
- T. pseudozuthus Huang, 2001
- T. zuthus (Leech, 1893)